# Janstorp
Janstorp är en småort i Slimminge socken i Skurups kommun.
Janstorps by ligger 5 km norr om Skurup, söder om Veberöd. Den ligger i ett typiskt jordbrukslandskap med gårdar som omger byn. Byn genomkorsas av länsväg 102. 
Slimminge bygdegård ligger i Janstorp.

## Idrott
Janstorps idrottsplats, Kämpavallen, är hemmaplan för Janstorps AIF:s fotbollslag.